# Fenegrò
Fenegrò là một đô thị ở tỉnh Como trong vùng Lombardia, có cự ly khoảng 30 kilômét (19 mi) về phía tây bắc của Milano và khoảng 14 kilômét (9 mi) về phía tây nam của Como. Tại thời điểm ngày 31 tháng 12 năm 2004, đô thị này có dân số 2.718 người và diện tích là 5,4 km².
Fenegrò giáp các đô thị: Cirimido, Guanzate, Limido Comasco, Lurago Marinone, Turate, Veniano.